# Messierobject

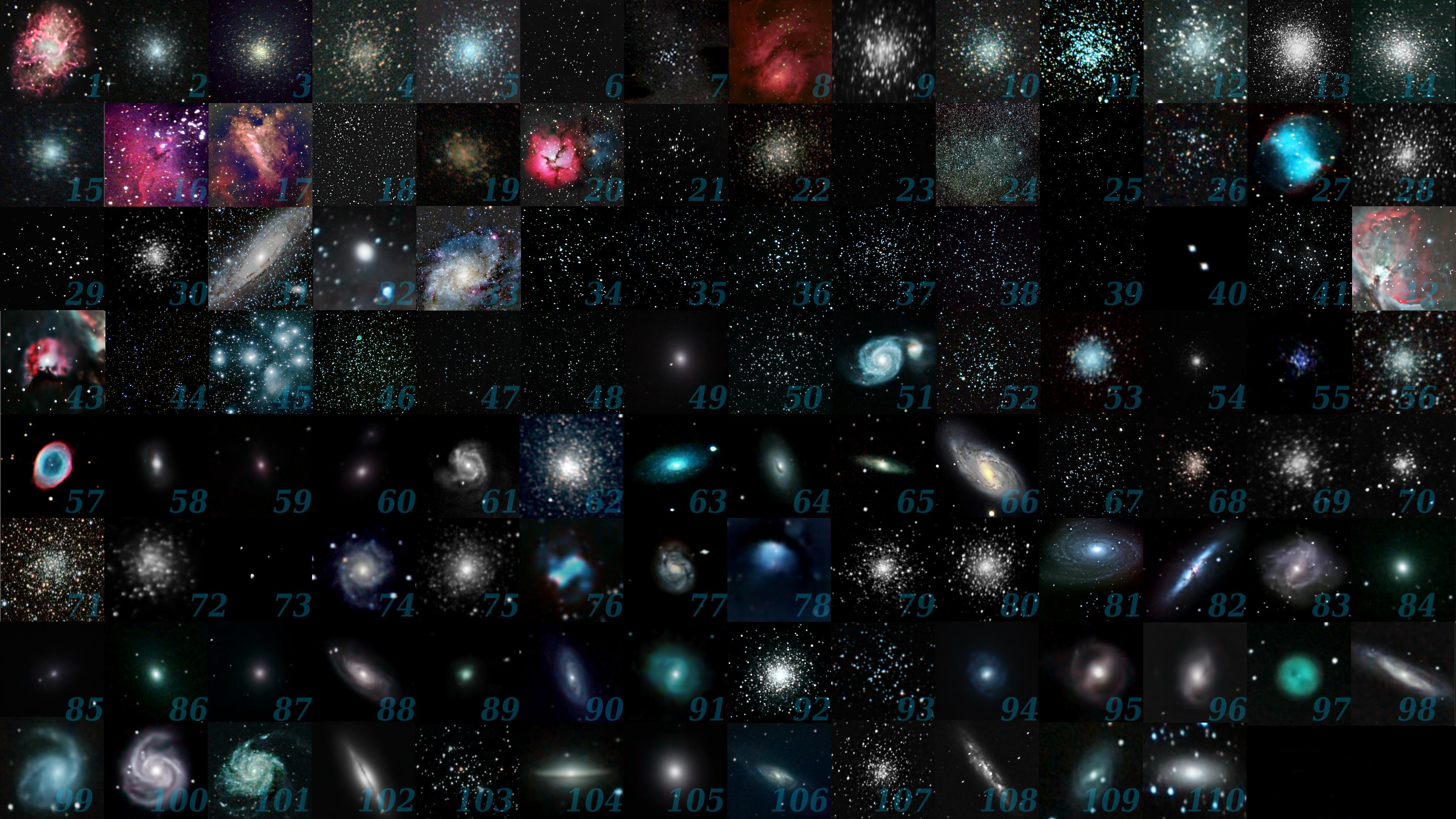
Moderne foto's van de 110 objecten, Messier 1 tot en met Messier 110, 2015.

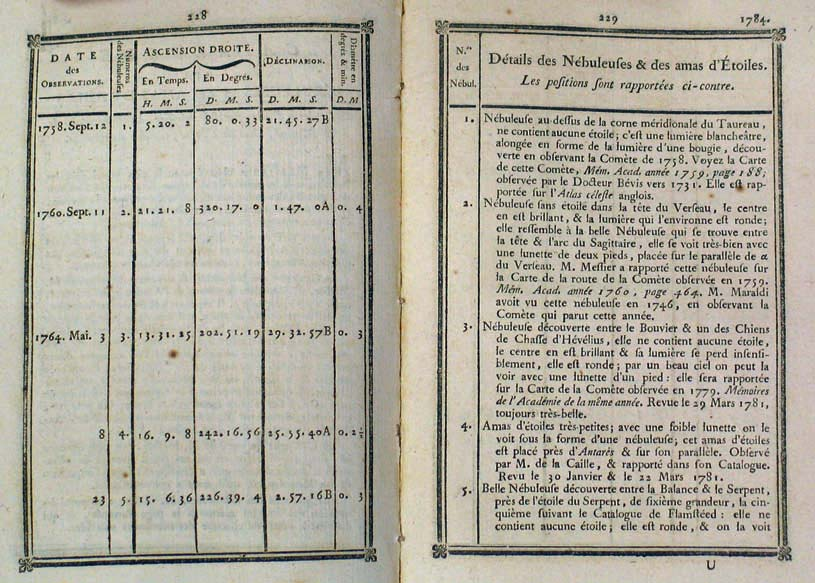
Bladzijden twee en drie van de Messiercatalogus in Connaissance des temps voor 1784, p. 228-229.

De Messierobjecten zijn een groep van 110 astronomische objecten die werden gecatalogiseerd door Charles Messier in zijn Catalogue des nébuleuses et amas d'étoiles, observées à Paris (Catalogus van nevels en sterhopen waargenomen in Parijs), voor het eerst gepubliceerd in 1774. De reden om de catalogus te maken was dat Messier een kometenjager was en regelmatig objecten vond die op kometen leken, maar er geen waren. Om deze verwarring te voorkomen heeft hij een lijst van al deze objecten opgesteld.
Messiers eerste lijst bevatte 45 (ongenummerde) objecten van M1 tot M45. Een tweede lijst die hij in 1780 publiceerde telde 70 objecten. Zijn definitieve lijst, met 103 objecten, verscheen in het jaar daarop (1781).
Op basis van ongepubliceerde aantekeningen van Messier hebben latere sterrenkundigen nog zeven objecten aan Messiers catalogus toegevoegd. In 1921 voegde Camille Flammarion M104 toe. M105, M106 en M107 werden in 1947 toegevoegd door Helen Sawyer Hogg en M108 en M109 werden in 1953 toegevoegd door Owen Gingerich. M110 werd ten slotte in 1967 door Kenneth Glyn Jones toegevoegd.
Messierobjecten worden nog steeds genoemd bij hun nummer. Zo is M31 de Andromedanevel. M102 is een speciaal geval. Hoewel Messier in tegenstelling tot veel van zijn tijdgenoten slechts weinig vergissingen maakte, is M102 feitelijk niet een apart object, doch een duplicaat van het Windmolenstelsel M101, een object met twee nummers dus. De Messierlijst bereikte pas in de twintigste eeuw zijn huidige status.